# (9395) Saint Michel
(9395) Saint Michel – planetoida z pasa głównego asteroid okrążająca Słońce w ciągu 4 lat i 72 dni w średniej odległości 2,6 j.a. Została odkryta 10 sierpnia 1994 roku przez Erica Elsta. Przed nadaniem nazwy planetoida nosiła oznaczenie tymczasowe (9395) 1994 PC39.